# Манісалес
Манісалес (ісп. Manizales) — місто і муніципалітет в центральній Колумбії, столиця департаменту Кальдас. Місто є важливим освітнім центром країни. Навколо нього розташовані головні райони вирощування кави Колумбії та найпівнічніший вулкан в Андах — Невадо-дель-Руїс.

## Клімат
Місто знаходиться у зоні, котра характеризується вологим тропічним кліматом. Найтепліший місяць — березень із середньою температурою 16.9 °C (62.5 °F). Найхолодніший місяць — листопад, із середньою температурою 16.2 °С (61.2 °F).
| Клімат Манісалеса       | Клімат Манісалеса | Клімат Манісалеса | Клімат Манісалеса | Клімат Манісалеса | Клімат Манісалеса | Клімат Манісалеса | Клімат Манісалеса | Клімат Манісалеса | Клімат Манісалеса | Клімат Манісалеса | Клімат Манісалеса | Клімат Манісалеса | Клімат Манісалеса |
| Показник                | Січ.              | Лют.              | Бер.              | Квіт.             | Трав.             | Черв.             | Лип.              | Серп.             | Вер.              | Жовт.             | Лист.             | Груд.             | Рік               |
| Середній максимум, °C   | 22                | 22                | 22                | 21,5              | 21,2              | 21,1              | 21,6              | 21,7              | 21,2              | 20,7              | 20,8              | 21,3              | 21,4              |
| Середня температура, °C | 16,6              | 16,8              | 16,9              | 16,9              | 16,9              | 16,8              | 16,8              | 16,9              | 16,6              | 16,2              | 16,2              | 16,3              | 16,6              |
| Середній мінімум, °C    | 11,2              | 11,5              | 11,9              | 12,3              | 12,5              | 12,4              | 12                | 12                | 11,9              | 11,8              | 11,6              | 11,3              | 11,9              |
| Норма опадів, мм        | 98                | 92                | 134               | 167               | 154               | 91                | 64                | 75                | 138               | 190               | 167               | 125               | 1495              |
| Днів з опадами          | 14                | 15                | 20                | 23                | 24                | 20                | 17                | 17                | 20                | 25                | 20                | 16                | 231               |
| ----------------------- | ----------------- | ----------------- | ----------------- | ----------------- | ----------------- | ----------------- | ----------------- | ----------------- | ----------------- | ----------------- | ----------------- | ----------------- | ----------------- |
| Джерело: Weatherbase    |                   |                   |                   |                   |                   |                   |                   |                   |                   |                   |                   |                   |                   |